# Tindfjöll
Les Tindfjöll sont la montagne volcanique sous la calotte du glacier Tindfjallajökull. Leur nom vient de leurs pics qui surmontent le glacier (tindar = « pics »). La dernière éruption, qui fut caractérisée par des coulées pyroclastiques, a eu lieu il y a 52 000 ans. De près, on peut voir une grande caldeira.